# Massamagrell (Gerichtsbezirk)
Der Gerichtsbezirk Massamagrell ist einer der 18 Gerichtsbezirke in der Provinz Valencia.
Der Bezirk umfasst 8 Gemeinden auf einer Fläche von 78,26 km² mit dem Hauptquartier in Massamagrell.

## Gemeinden
| Gemeinde                    | Einwohner (2024) | Fläche km² | Dichte Einw./km² | Cod INE | Postleitzahl |
| --------------------------- | ---------------- | ---------- | ---------------- | ------- | ------------ |
| Albuixech                   | 4.419            | 4,42       | 1.000            | 46014   | 46550        |
| Massalfassar                | 2.653            | 2,53       | 1.049            | 46163   | 46560        |
| Massamagrell                | 17.216           | 6,16       | 2.795            | 46164   | 46130        |
| Museros                     | 6.739            | 12,45      | 541              | 46177   | 46136        |
| La Pobla de Farnals         | 9.076            | 3,61       | 2.514            | 46199   | 46137, 46139 |
| Puçol                       | 21.298           | 18,06      | 1.179            | 46205   | 46530        |
| El Puig                     | 9.367            | 26,83      | 349              | 46204   | 46540        |
| Rafelbunyol                 | 9.710            | 4,20       | 2.312            | 46207   | 46138        |
| Gerichtsbezirk Massamagrell | 80.478           | 78,26      | 1.028            | –       | –            |